# Микаел Кингсбери
Микаел Кингсбери (Сент Агат де Мон (Квебек) 24. јул 1992) је канадски репрезентативац у слободном скијању који се такмичи у дисциплинама могули и паралелни могули. Најуспешнији је такмичар у могулима свих времена. Пажњу на себе скренуо је када је освојио награду за дебитанта године у Светском купу у сезони 2009–10. Држи рекорд са шест титула у Светском купу у могулима и слободном скијању уопште. Такође држи рекорд са 48 победа у Светском купу, и рекорд са 13 узастопних победа. Једини је скијаш са титулом светског првака у моглулима и паралелним могулима. На Светским првенствима у слободном скијању има осам медаља што је највише од било ког другог скијаша. На Олимпијским играма у Сочију 2014. освојио је сребро, а у Пјонгчангу 2018. злато.